# Национальное газетно-журнальное издательство
Национальное газетно-журнальное издательство (укр. Національне газетно-журнальне видавництво) — украинское государственное издательство, подчиненное Министерству культуры Украины. По состоянию на 2016 год издает пять журналов и две газеты.
Основано в 1990 году как «Газетно-журнальное издательство Министерства культуры и туризма Украины» в соответствии с совместным приказом Министерства культуры и Государственного Комитета по печати УССР от 16 августа 1990 года № 135 «О создании Газетно-журнального Издательства Министерства культуры».
В 2010 году по случаю двадцатилетия со дня основания Указом Президента Украины от 22 февраля 2010 издательству предоставлен статус национального. Согласно этому указу издательство получило новое название — «Национальное газетно-журнальное издательство».

## Издания

### Газеты
- «Культура і життя»
- «Кримська світлиця»

### Журналы
- «Музика»
- «Пам’ятки України»
- «Театрально-концертний Київ»
- «Український театр»
- «Українська культура»